# Trường giáo dục thường xuyên
Trường giáo dục thường xuyên hay Trung tâm giáo dục thường xuyên là cơ sở giáo dục trong hệ thống giáo dục quốc dân của Việt Nam. Trung tâm giáo dục thường xuyên bao gồm Trung tâm giáo dục thường xuyên cấp quận, cấp thành phố và cấp tỉnh. Do đó, hầu như các tỉnh đều có ít nhất 1 Trung tâm giáo dục thường xuyên.

## Đặc điểm
Tại Việt Nam, giáo dục thường xuyên có gộp nhiều loại hình học tập không chính quy vào trong khái niệm của giáo dục thường xuyên. Với cách hiểu này, thì chúng ta có thể thấy một cách logic về nền giáo dục thường xuyên tại Việt Nam với những ý sau đây:
1. Giáo dục thường xuyên chính là một hệ thống gồm những loại hình học tập thuộc vào phạm vi giáo dục tiếp tục. Vì thế, giáo dục thường xuyên sẽ không bao hàm với hình thức giáo dục chính quy ở trong hệ thống giáo dục ban đầu. Hiểu theo một cách đơn giản, thì giáo dục thường xuyên chúng ta cần hiểu nó là giáo dục tiếp tục.
2. Đến 2010 Việt Nam đã đẩy mạnh việc phổ cập hệ thống giáo dục với thế hệ trẻ về cơ bản Việt Nam sẽ tiến hành việc phổ cập giáo THCS ở đúng độ tuổi, việc học cưỡng bức đã cũng sẽ được áp dụng vào cấp trung học (hoàn chỉnh) đến khoảng năm 2020. Thế nhưng, giáo dục thường xuyên thì chủ yếu sẽ dành cho người lớn. Ở trường hợp này thì giáo dục thường xuyên lại có sự tương đồng, khớp với giáo dục của người lớn.
3. Trong quy định về luật giáo dục năm 2005, ở đó có giáo dục tiếp tục sẽ gồm có mọi loại hình, giáo dục không chính quy. Theo với tính chất bắc cầu, thì quan niệm nói ở trên thì cần phải nhắc đến giáo dục thường xuyên, thì mọi người điều hiểu đó chính là giáo dục không chính quy.

Giáo dục thường xuyên là giáo dục trực tiếp, đối tượng chính là những người lớn tuổi không nằm trong độ tuổi phổ cập giáo dục. Việc đào tạo giáo dục thường xuyên là hình thức giáo dục không chính quy.

## Đối tượng học
Đối tượng học Giáo dục thường xuyên chủ yếu là người lớn, có mong muốn học tiếp khi đã bỏ lỡ việc học, những người đã quá tuổi có cơ hội đi học lần thứ hai hoặc các đối tượng muốn học bổ sung để hoàn thiện kỹ năng, kiến thức về nghề nghiệp.

## Hình thức đào tạo
GDTX hiện nay bao gồm các hình thức vừa học vừa làm, đào tạo từ xa và tự học nhưng có hướng dẫn với vai trò mang đến các chương trình học (xóa mù chữ, đào tạo, cập nhật nâng cao chuyên môn, nghiệp vụ, kỹ năng...) và chương trình giáo dục tiếp tục để lấy văn bằng của hệ thống giáo dục.

## Khác
Giáo dục thường xuyên: Không còn là nơi hứng học sinh cá biệt. Tỷ lệ tốt nghiệp năm 2018 của GDTX tại TP.HCM trên 81%, thậm chí Trung tâm GDTX Q.3 đạt đến 95%, Trung tâm GDTX Q.10 đạt 87,4%... cao hơn nhiều trường phổ thông.